# Ariel E. Lugo
Ariel E. Lugo, né à Mayagüez, Porto Rico, le 28 avril 1953, est un scientifique, écologue et directeur de l'Institut international de foresterie tropicale (IITF) au sein du Service des forêts des États-Unis de l'USDA, basé à Porto Rico. Il est membre fondateur de la Society for Ecological Restoration et membre à part entière du conseil d'administration de l'Ecological Society of America.

## Formation
Originaire de Mayagüez, Lugo a obtenu un baccalauréat et une maîtrise en biologie, tous deux de l'Université de Porto Rico. Il a ensuite obtenu un doctorat en écologie de l'Université de Caroline du Nord à Chapel Hill,,,,.

## Carrière
En 1974, Lugo rejoint le Département des ressources naturelles de Porto Rico en tant que secrétaire adjoint à la planification et à l'analyse des ressources après avoir terminé des études de recherche postdoctorales sur les forêts humides d'El Verde, à Porto Rico et les mangroves de Floride. Il a travaillé sur un large éventail d'écosystèmes tropicaux et subtropicaux : forêts de feuillus, mangroves, zones humides inondables, forêts de pins des sables, lacs de prairie et zones humides de palmiers. Ses recherches actuelles portent sur le rôle des forêts tropicales dans les processus mondiaux et sur les comparaisons entre les plantations d'arbres tropicaux et les forêts naturelles,,.
Avant de se joindre au ministère des Ressources naturelles, Lugo a occupé divers postes de direction. Il était le chef adjoint par intérim de la foresterie internationale. Il a également été directeur par intérim de l'IITF et secrétaire adjoint pour la science et la technologie au Département des ressources naturelles de Porto Rico. L'un de ses premiers postes de direction a été celui de secrétaire adjoint à la planification et à l'analyse des ressources (1973-1974),,,.
Lugo a participé au Forum sur la biodiversité de 1986 et contribué au livre collectif qui en est issu par un chapitre intitulé «Estimating Reductions in the Diversity of Tropical Forest Species» basé sur une étude portant sur son archipel natal, Porto Rico.
Entre 1980 et 1986, Il a été membre du comité écologie de l'Union internationale pour la conservation de la nature.
Il a été membre du comité dirigeant de Society Conservation Biology  (1989-1991), de l'Association américaIne pour l'avancement des sciences (1991-1992).

## Problèmes environnementaux
Lugo a plus de 300 publications dans des revues et des livres scientifiques, a siégé dans des comités fédéraux et est fréquemment appelé à comparaître en tant que témoin expert dans des affaires devant les tribunaux fédéraux concernant des questions environnementales,,.
Il siège actuellement aux comités de rédaction de Conservation Ecology, Mitigation and Adaptation Strategies for Global Change, Forest Ecology and Management, Restoration Ecology, Journal of Sustainable Forestry, Acta Cientifica (en tant que rédacteur) et Journal of the Litoral,,.

## Publications
- Natural Sinks of Co2: Palmas Del Mar, Puerto Rico"; Ariel E. Lugo and Joe Wisniewski"Big-Leaf Mahogany: Genetics, Ecology and Management (Ecological Studies)"; by Ariel E. Lugo, Julio C. Figueroa Colón and Mildred Alayón
- "Tropical Forests: Management and Ecology (Ecological Studies); by Ariel E. Lugo and Carol Lowe
- "Los sistemas ecologicos y la humanidad (Serie de biologia) (Spanish Edition)"; by Ariel E. Lugo
- "Ecological Development in the Humid Tropics: Guidelines for Planners," by Ariel E. Lugo, John R. Clark and R. Dennis Child
- "LOS BOSQUES DE PUERTO RICO (TEXT IN SPANISH AND ENGLISH - INSTITUTO DE DASONOMIA TROPICAL APARTADO AQ - SERVICIO FORESTAL DE LOS ESTADOS UNIDOS, DEPARTAMENTO DE RECURSOS NATURALES)";  by ARIEL E LUGO
- "Institute of tropical forestry: the first fifty years (SuDoc A 13.88:IITF-GTR-7)"; by Ariel E. Lugo
- "Readings on Ecological Systems: Their Function and Relation to Man"; by Ariel E. Lugo
- "People and the Tropical Forest; A Research Report from the United States Man and the Biosphere Program"; by Ariel E. Lugo and John J. Ewel
- "Los Bosques de Puerto Rico (Departemento de Recursos Naturales; Puerta de Tierra, Puerto Rico"; by Ariel E. Lugo